# Campocologno
Campocologno (toponimo italiano, in lombardo /kuŋku'luɲ/, a seconda della grafia Concologn o Cunculugn) è una frazione di 136 abitanti del comune svizzero di Brusio, nella regione Bernina (Canton Grigioni).

## Geografia fisica

### Territorio
La località è bagnata dal torrente Poschiavino, in val Poschiavo, e sorge a 553 m s.l.m. Si trova al confine tra Italia e Svizzera presso Tirano (provincia di Sondrio), da cui dista 2,5 km. Dista inoltre 3,4 km da Brusio, 13,4 km da Poschiavo e 129 km da Coira.

### Clima
La regione gode di un buon soleggiamento con una quantità moderata di precipitazioni annue.

## Storia
Nel Medioevo apparteneva al comune di Tirano. Fu contesa per secoli tra la diocesi di Como e quella di Coira; nel 1350 passò sotto il ducato di Milano governato dai Visconti come frazione del comune di Tirano. Nel 1526 venne annesso ai Grigioni e quindi al comune di Brusio di cui seguì la storia entrando a far parte nel 1803 della Svizzera.
Data la vicinanza al confine è la sede della dogana svizzera, mentre quella italiana è a Piattamala. Soprattutto in passato e per il molto diverso regime fiscale tra i due stati confinanti si crearono le condizioni per il sorgere di attività collegate al contrabbando.

## Monumenti e luoghi d'interesse

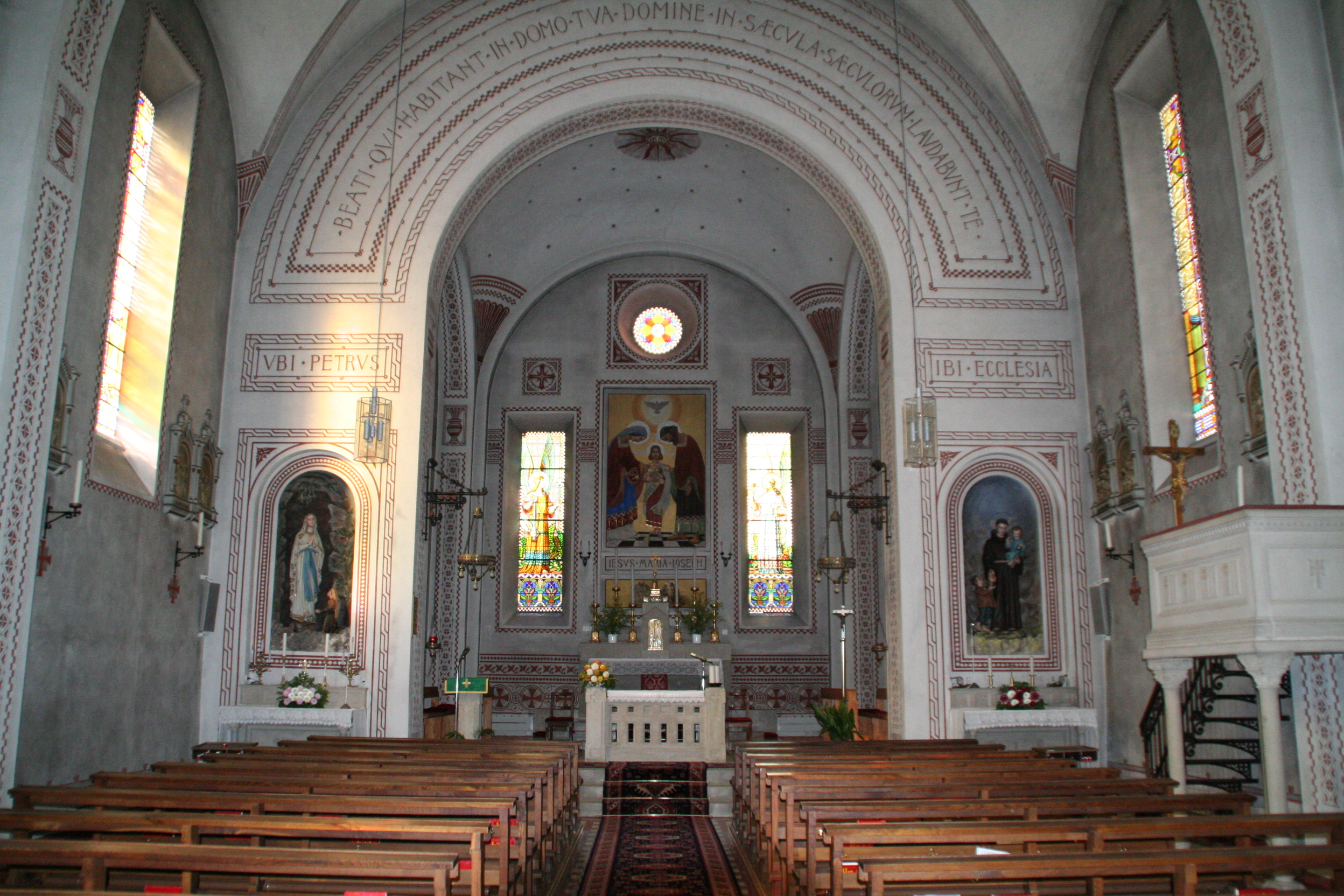
Interno della chiesa della Sacra Famiglia

- Chiesa cattolica della Sacra Famiglia, eretta nel 1910-1912 dall'architetto Ugo Zanchetta[3].

## Infrastrutture e trasporti

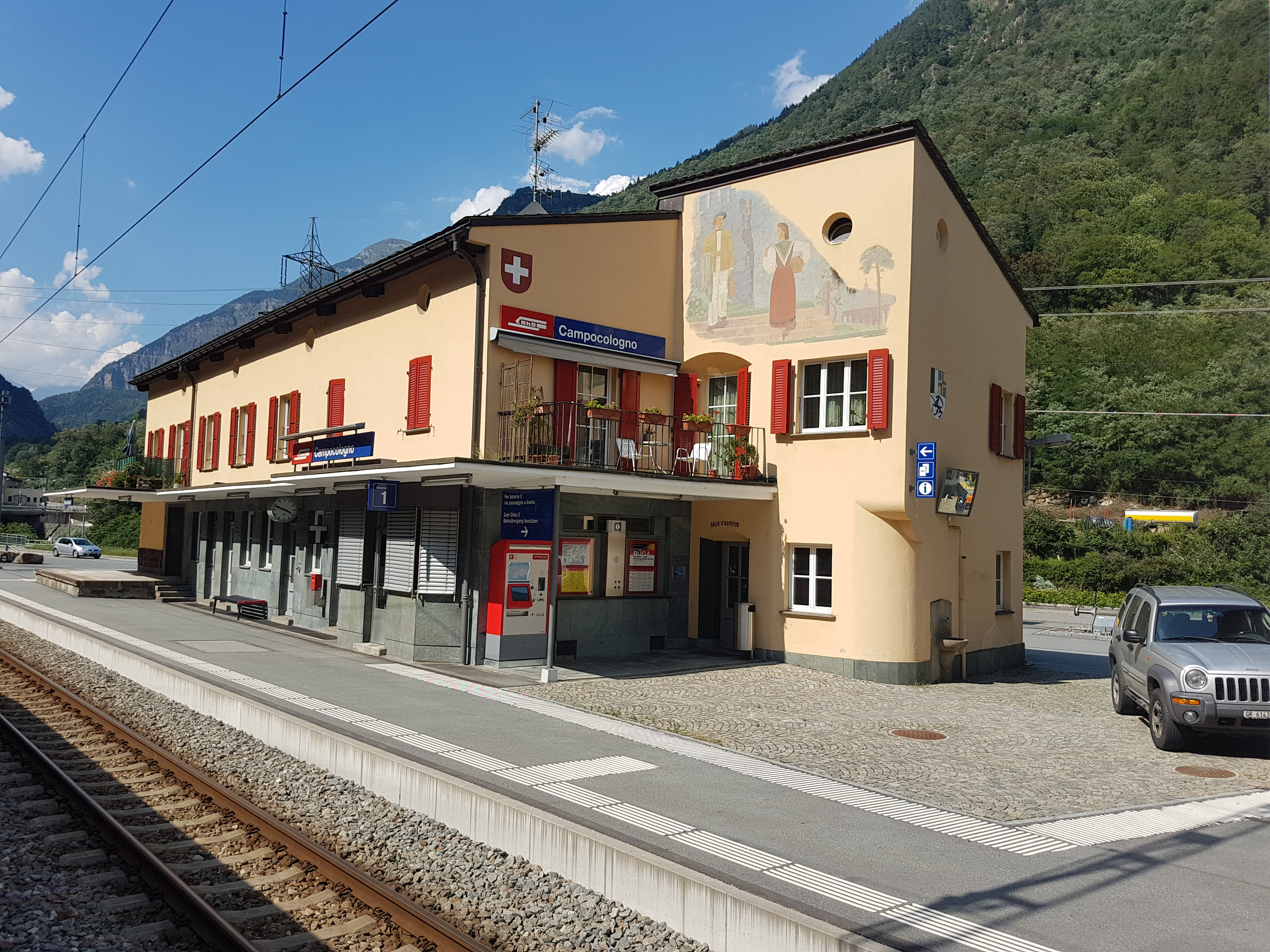
La stazione di Campocologno

La località è servita dalla stazione di Campocologno della ferrovia del Bernina.

### Centrale idroelettrica
Nel 1902-1910 fu costruita una centrale idroelettrica gestita dalla Società Forze motrici Brusio, che assicurò la fornitura anche alla ferrovia del Bernina: all'epoca il salto dell'acqua era il maggiore tra quelli utilizzati per scopi elettrici. Fu poi radicalmente rinnovata tra il 1967 e il 1969. La captazione dell'acqua avviene dal lago di Poschiavo, che è un bacino naturale, ma adattato per permettere un innalzamento di un metro e la possibilità di abbassare il livello di sette metri. Si ha, perciò una disponibilià di oltre 15 milioni di metri cubi d'acqua. Il salto geodetico è di 418 m, la portata utilizzabile è di 13 metri cubi al secondo, la potenza installata è 47 MW, la produzione annua di 185 GWh/a.  Dal riammodernamento due turbine Francis sostituiscono le originarie dodici turbine. Un ulteriore salto di 13,5 m viene sfruttato da una centralina realizzata nel 1950 e rammodernata nel 2008; vi è installata una turbina Kaplan verticale.